# کیره ریستفسکی
کیره ریستفسکی (مقدونی: Кире Ристевски؛ زادهٔ ۲۲ اکتبر ۱۹۹۰) بازیکن فوتبال اهل مقدونیه شمالی است.
از باشگاه‌هایی که در آن بازی کرده‌است می‌توان به باشگاه فوتبال تیرانا، باشگاه ورزشی واشاش، باشگاه فوتبال الباسانی، و باشگاه فوتبال رابوتنیچکی اشاره کرد.
وی همچنین در تیم‌های ملی فوتبال زیر ۲۱ سال مقدونیه شمالی و مقدونیه شمالی بازی کرده‌است.